# Flughafen Nukus

i8
i11
i13
Der Flughafen Nukus (usbekisch Nukus xalqaro aeroporti, IATA-Code: NCU, ICAO-Code: UTNN) ist der internationale Flughafen der Hauptstadt Karakalpakstans, Nukus, in Usbekistan.

## Geschichte
Der Flughafen wurde in den 1960er-Jahren errichtet und eröffnet. 2004 wurde das Terminal neugebaut. Im Jahr 2011 wurden die Bahnen renoviert. Bisher haben sich keine Zwischenfälle am Flughafen ereignet.